# N-111 (Spanje)
De N-111 is een weg in Spanje. Het is onderdeel van de verbinding van Pamplona naar Madrid. Langs de route liggen onder andere de plaatsen Soria en Logroño
De weg begint bij Pamplona met een verbinding van de Autovía A-15 (88 km). Hij gaat zuidwaarts richting Logroño door de Ebro-vallei waarbij de Sierra de Izco bij Puerto del Pardón (679 m) doorkruist wordt en de rivieren Rio Arga en Estella bij het klooster Monasterio de Irache. Deze weg is vanaf hier voor een gedeelte opgewaardeerd tot Autovía A-12.
Bij Logroño kruist de weg de Autopista AP-68 en de N-232. Tevens maakt de A-12 onderdeel uit van de randweg (LO-20) van deze plaats. De A-12 vervolgt dan zijn weg en wordt de N-120. De N-111 volgt dan zo'n beetje de vallei van de Rio Iregua en het Reserva Nacional de Cameros waarbij het over de Puerto de Piqueras (1711 m) de Sierra de Camero Viejo in gaat. Dan gaat het naar beneden richting Soria en de bovenloop van de Rio Duero. Bij Soria kruist de N-111 de N-234 en de N-122. Tevens maakt de weg hier deel uit van de randweg (SO-20).
Verder naar het zuiden, als de weg de route langs de rivier verlaat, wordt de Pinarse de Almazán bij Alto de Matas de Lubia gekruist alvorens weer over de rivier nabij Almazán te gaan. Dan gaat het verder richting het zuiden over de Puerto de Radona richting de aansluiting met de Autovía A-2 bij kilometer 150 die verdergaat richting Madrid.